# Grzegorz Gajos
Grzegorz Gajos (ur. 1970 w Czeladzi) – polski grafik, fotograf, wykładowca akademicki.

## Życiorys
Ukończył studia na Wydziale Grafiki Akademii Sztuk Pięknych we Wrocławiu w pracowni Haliny Pawlikowskiej (dyplom w 1996). Stypendysta DAAD – studia na Wydziale Projektowania Graficznego Hochschule für Bildende Künste w Brunszwiku. Od 2001 roku pracownik naukowy Instytutu Sztuki Uniwersytetu Opolskiego (pracownia fotografii i projektowania graficznego).
W 2008 roku uzyskał stopień doktora na Wydziale Komunikacji Multimedialnej Akademii Sztuk Pięknych w Poznaniu w dyscyplinie artystycznej: fotografia. Członek Związku Polskich Artystów Plastyków (okręg opolski).
Dyrektor artystyczny projektu ART OPOLE 2010. 
Zajmuje się fotografią, grafiką, projektowaniem graficznym, typografią, plakatem autorskim i filmem eksperymentalnym. Od 1998 roku brał udział w ponad 70 wystawach w Polsce i za granicą.

## Wybrane wystawy

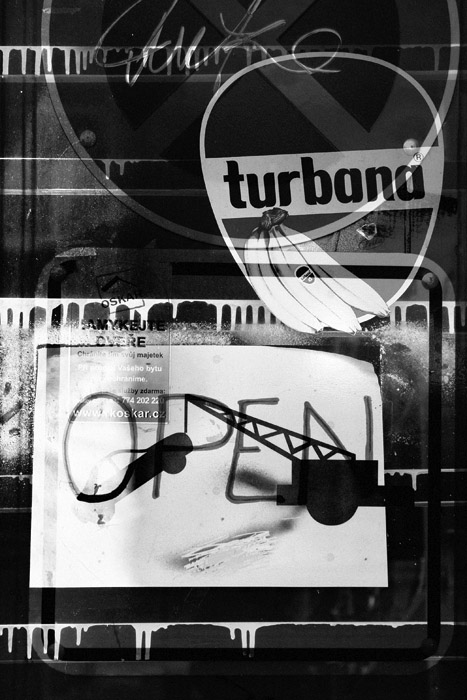
(Z cyklu: Strefa szumu, 2008)

- 2006 „Made in China” – wystawa fotografii w Brzeskim Centrum Kultury Lettra
- 2006 Grafika i książka artystyczna. Plakaty autorskie, grafiki. Kraków, Bydgoszcz
- 2008 Kodyfikacje. Re-translacje obrazów w znaki (upublicznienie wystawy doktorskiej) – Galeria ASP Poznań, wystawa indywidualna
- 2008 Interdyscyplinarna wystawa pracowników Instytutu Sztuki w Galerii AKTYN w Warszawie
- 2009 Salon Nyskiej Grupy Artystycznej, Muzeum w Nysie
- 2009 „Przesyłka wartościowa” – wystawa artystów z Polski i Hiszpanii, Galeria Sztuki Współczesnej w Opolu
- 2010 Salon Jesienny, GSW Opole
- 2011 FOBOS – wystawa interdyscyplinarna, GSW Opole

## Wybrane nagrody i wyróżnienia
- 1999: Salon Jesienny ’99, Opole
- 2000: „Europa w obiektywie”, Opole (wyróżnienie)
- 2006: Nagroda Rektora Uniwersytetu Opolskiego za wkład w rozwój uczelni
- 2008: Wyróżnienie honorowe, The International Photography Awards 2008, Los Angeles, USA, za cykl fotografii: Strefa szumu
- 2010: Salon Jesienny ’10, Opole (nagroda GSW)